# Mark Andre
 (août 2014).
Mark Andre, né le 10 mai 1964 à Paris, est un compositeur français, vivant à Berlin.
Il est proche du compositeur Helmut Lachenmann dans un travail axé sur la Klangkomposition (de), la musique concrète acoustique.

## Biographie
Marc André (le compositeur épelle son nom Mark Andre depuis 2007) étudie la composition au Conservatoire national supérieur de musique et de danse de Paris avec Claude Baliff et Gérard Grisey.
Il reçoit une bourse d’études du ministère des Affaires étrangères qui lui permet d’étudier de 1993 à 1996 avec Helmut Lachenmann à la Hochschule für Musik de Stuttgart. Parallèlement, il achève des études de musicologie à l’École normale supérieure de Paris et au Centre d'études supérieures de la Renaissance à Tours, avec une thèse sur l’Ars Subtilior, l’un des fondements de sa propre réflexion esthétique. Par ailleurs, il suit des master classes de Brian Ferneyhough à la Fondation Royaumont.
De 1997 à 2013, il enseigne le contrepoint et l’orchestration au Conservatoire à rayonnement régional de Strasbourg et à la Musikhochschule de Francfort.
Par ailleurs, il est résident du Südwestfunk de Baden-Baden et chef permanent de l’Ensemble Zementwerk de Stuttgart.
Il enseigne la composition à Dresde ainsi qu'à l'académie d'été de Darmstadt.
Mark Andre a reçu de nombreux prix de composition internationaux pour Fatal, Un-fini I et II, Le trou noir univers, Le loin et le profond.
Il reçoit le Förderpreis 2002 de la Fondation Ernst-von-Siemens pour la musique et en 2007, le Giga-Hertz-Preis du ZKM et du Studio Freiburg.

## Prix et distinctions
Compositeur en résidence à l’Akademie Schloss Solitude de Stuttgart en 1996, il reçoit, la même année, le prix Kranichsteiner de l’Internationalen Ferienkurse für Neue Musik de Darmstadt. En 1996, il étudie la musique électronique avec André Richard dans le cadre d’une résidence à la Heinrich-Strobel-Stiftung des SWR, Fribourg, et gagne un prix international à Stuttgart pour Le trou noir univers, pour orchestre, solistes et électronique (1992-1993).
Compositeur en résidence à la SWR et de la ville de Baden-Baden de 1997 à 1998, de la Villa Médicis à Rome en 2001 et de l’Opéra de Francfort, il reçoit, dans cette dernière ville, un prix pour … das O (troisième partie de … 22,13…), créé par l’Ensemble Modern au Bockenheimer Depot.
Pendant la biennale de musique de Munich et du Théâtre d'État de Mayence de 2004, est créé le Musiktheater-Passion in drei Teilen … 22,13…, repris à l’opéra Bastille de Paris dans le cadre du festival d’Automne en septembre 2004.
En 2005, Mark Andre est en résidence au DAAD Künstlerprogramm de Berlin. Il est lauréat du prix de composition Christoph et Stefan Kaske.
Aujourd’hui[Quand ?], Mark Andre reçoit des commandes des festivals européens les plus importants, comme ceux de Donaueschingen et de Witten. Il écrit pour l’Ensemble Modern, l’Ensemble Recherche, le Klangforum Wien, les Percussions de Strasbourg.

## Œuvres
Sources.
- Wunderzaichen, opéra 2008-2014
- E, pour violoncelle solo, 13 minutes, Édition Peters
- S1, pour deux pianos, 26 minutes, Peters
- Zwischenraum, pour ensemble, 30 minutes, Peters
- iv 5, pour hautbois solo, 8 minutes, Peters
- élec …hij… 2, pour vingt-quatre voix et électronique, 37 minutes, Peters
- da, pour ensemble, 17 minutes, Peters
- iv 11a, pour piano solo, 4 minutes, Peters
- iv 11b, pour piano solo, 4 minutes, Peters
- iv 1, pour piano solo, 19 minutes, Peters
- iv 6a, pour trompette solo, 10 minutes, Peters
- iv 6b, pour trompette solo, 10 minutes, Peters
- iv 8, pour trio à cordes, 17 minutes, Peters
- iv 9, pour trio de bois, 3 minutes, Peters
- …hij…1, pour orchestre, 23 minutes, Peters
- iv 4, pour flûte, hautbois, clarinette et tuba, 6 minutes, Peters
- iv 7, pour clarinette contrebasse solo, 8 minutes, Peters
- kar, pour cordes, 14 minutes, Peters
- élec üg, pour ensemble et électronique, 21 minutes, Peters
- …es…, pour ensemble, 21 minutes, Peters
- iv 2, pour violoncelle solo, 10 minutes, Peters
- iv 3, pour clarinette solo, 10 minutes, Peters
- …auf…, triptyque pour grand orchestre, 50 minutes, Peters
- …auf… 2, pour grand orchestre, 16 minutes, Peters
- élec …auf… 3, pour orchestre et électronique, 22 minutes, Peters
- ni, pour ensemble, 17 minutes, Peters
- …auf… 1, pour grand orchestre, 12 minutes, Peters
- élec …hoc…, pour violoncelle et électronique live, 17 minutes, Peters
- ...in..., pour clarinette basse et piano, Durand
- durch, pour saxophone soprano, percussion et piano, 17 minutes, Peters
- zu staub, pour sept instruments, 17 minutes, Ricordi
- …zu…, pour trio à cordes, 12 minutes, Peters
- asche, pour cinq instruments, 15 minutes, Ricordi
- élec scénique …22,13… Musiktheater-Passion, en trois parties, pour sept chanteuses, quatre groupes instrumentaux et électronique, Durand
- kontra-etüde, pour voix, violoncelle ou contrebasse et basson, 16 minutes, Peters
- …als… I, pour clarinette basse, violoncelle et piano, 18 minutes, Peters
- élec …als… II, pour clarinette basse, violoncelle, piano et électronique live, 21 minutes, Ricordi
- Modell, pour cinq groupes d'orchestre (69 musiciens), 45 minutes, Durand
- kanon, pour clarinette contrebasse, contrebasse et piano, 15 minutes, Peters
- Contrapunctus, pour piano, 11 minutes, Durand
- Tempus perfectum, pour six percussionnistes, 17 minutes, Durand
- ab I, pour ensemble, 15 minutes, Peters
- élec ab II, pour ensemble et électronique live, 31 minutes, Peters
- un-fini, pour ensemble, 15 minutes, Carus-Verlag
- Fatal, pour ensemble, 26 minutes, Durand
- Le loin et le profond, pour ensemble, 15 minutes, Carus verlag
- Un-fini I, pour harpe, 11 minutes, Carus verlag
- Un-fini II, pour clavecin, 12 minutes, Durand
- Un-fini III, pour piano, 17 minutes, Durand
- Le trou noir univers, pour orchestre, solistes et électronique , 33 minutes, Peters
- Ein abgrund, pour alto, violoncelle et baryton, 16 minutes, Édition Peters